# Maximin (préfet du prétoire)
Maximin (latin : Maximinus) est un haut fonctionnaire romain de la fin du IVe siècle. Il a eu un fils, Marcellien, duc de Valeria.

## Origines
Maximin est né à Sopianae, en Pannonie. Sa famille est d'origine carpe. Son père est tabularius (« greffier ») pour le gouverneur de la province de Valeria. Il a étudié la loi et a pratiqué comme avocat, puis il a été nommé « administrateur » de la Corse puis de la Sardaigne, et enfin, gouverneur (corrector) de Tuscia (« Toscane »). Il devient ensuite préfet de l'annone, et, de ce poste, lance une chasse aux sorcières contre l'aristocratie sénatoriale de Rome.

## Sa carrière

### Les procès
Il devient célèbre en effet en poursuivant des membres de l'aristocratie sénatoriale durant le règne de Valentinien Ier, pour divers motifs, encouragé en cela par l'empereur qui était hostile au Sénat. L'affaire démarre ainsi, comme le raconte Ammien Marcellin :

« Une plainte d'empoisonnement avait été portée devant Olybrius, alors préfet de Rome, par Chilon, ex-lieutenant d'Afrique, et Maxima, sa femme, contre le luthier Séricus, Asbolius, maître d'escrime, et l'haruspice Campensis. Elle avait eu pour effet l'arrestation immédiate des prévenus. »

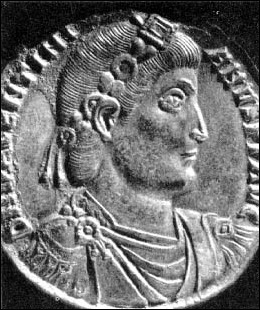
L'empereur Valentinier Ier

Une telle affaire est normalement du ressort du préfet de la Ville, Olybrius, mais celui-ci étant malade, Maximin récupère le dossier. Prétextant un débordement de crimes à Rome, il réclame des moyens extraordinaires, et Valentinien autorise la torture contre toutes les classes de la population. Maximin reçoit également par intérim la préfecture urbaine.
Ammien Marcellin donne une description détaillée des exactions de Maximin dans le livre XXVIII de ses Res Gestae. Ainsi de ce passage :

« Tunc Cethegus senator adulterii reus delatus, ceruice perit abscisa, et Alypius nobilis adulescens, ob leuem relegatus errorem, aliique humiles publica morte oppetiuerunt: in quorum miseriis uelut sui quisque discriminis cernens imaginem, tortorem et uincula somniabat et diuersoria tenebrarum.
Le sénateur Céthégus, sur la simple prévention d'adultère, eut la tête tranchée. Alypius, jeune homme de noble famille, paya de l'exil je ne sais quelle peccadille. D'autres moins distingués passèrent en foule par les mains du bourreau. Chacun, dans leur sort, croyait voir celui qui lui était réservé ; on ne rêvait plus que chaînes, cachots, exécution capitale. »

Parmi les plus importantes victimes de Maximin, on trouve des sénateurs, le fils d'un ancien préfet, un avocat, un haruspice, des femmes nobles, notamment. Ils ont été torturés pour leur extorquer des « aveux ». Il essaye aussi de poursuivre Hymétius, pour un prétendu détournement de fonds commis durant son mandat de proconsul d'Afrique, mais l'homme fait appel à l'empereur, qui envoie l'affaire devant le Sénat. L'assemblée décide alors l'exil d'Hymétius, à la colère de Valentinien.
Selon Ammien Marcellin, Maximin a suspendu à une fenêtre de son office une ficelle, où les dénonciateurs pouvaient anonymement accrocher leurs délations. Il a aussi employé des espions pour obtenir des informations.
Il est ensuite nommé préfet du prétoire des Gaules. En 369 il fait commuer la sentence de son beau-frère, Valentinus, de la mort à l'exil en Bretagne, où celui-ci conspire pour qu'une révolte éclate. Théodose l'Ancien l'en empêchera.

### Préfet du prétoire des Gaules
À ce poste, nous dit Ammien Marcellin, « [sa présence] fit que Valentinien donna l'essor à sa férocité naturelle, impatiente déjà de toute retenue, et désormais privée de règle et de contre-poids ». Il continue lui-même ses exactions, à un degré moindre qu'à Rome

## Sources
- (en) Cet article est partiellement ou en totalité issu de l’article de Wikipédia en anglais intitulé « Maximinus (Praetorian Prefect) » (voir la liste des auteurs).

- Ammien Marcellin (trad. D. Nisard), Histoire de Rome, éd. Firmin Didot, Paris, 1860, livres XXVIII, XXIX et XXX, [lire en ligne].
- (en) « Collegiate Prefectures », A. H. M. Jones, The Journal of Roman Studies, Vol. 54, Parts 1 and 2, 1964.